# Joseph de Finance
Joseph de Finance de Clairbois, född 30 januari 1904 i La Canourgue, död 28 februari 2000 i Rom, var en fransk filosof och jesuitpräst.
Joseph de Finance sysslade hela sitt yrkesliv med forskning och undervisning i filosofi, och han avslutade sin karriär som professor vid det katolska universitet Gregoriana i Rom.
I sitt tänkare följde han i spåren av Joseph Maréchal och deltog i en rörelse som sökte ge nytt liv åt thomismen. Hans tänkande liknar även det hos Étienne Gilson.